# アビラ駅
アビラ駅（スペイン語: Estación de Ávila）はスペインのカスティーリャ・イ・レオン州カスティーリャ・イ・レオン州アビラ県アビラにある鉄道駅。

## 概要
100号線と122号線の分岐する駅であり、駅施設・線路はアディフ（Adif）の保有であるが列車はレンフェ（Renfe）が運行する。夜行列車のトレンオテルや都市間鉄道のインターシティ、メディア・ディスタンシアが運行されている。

## 歴史
1863年に100号線のエル・エスコリアル-アビラ-サンチドリアン間の開通とともに駅が開業。駅の建設はフランス人技師のM. リヴォンが担当した。その後1941年に国有化されレンフェの管轄となる。1992年に駅施設の修復工事が行われた。
2004年12月31日以降、駅施設の管理はアディフに移管された。

## 駅構造

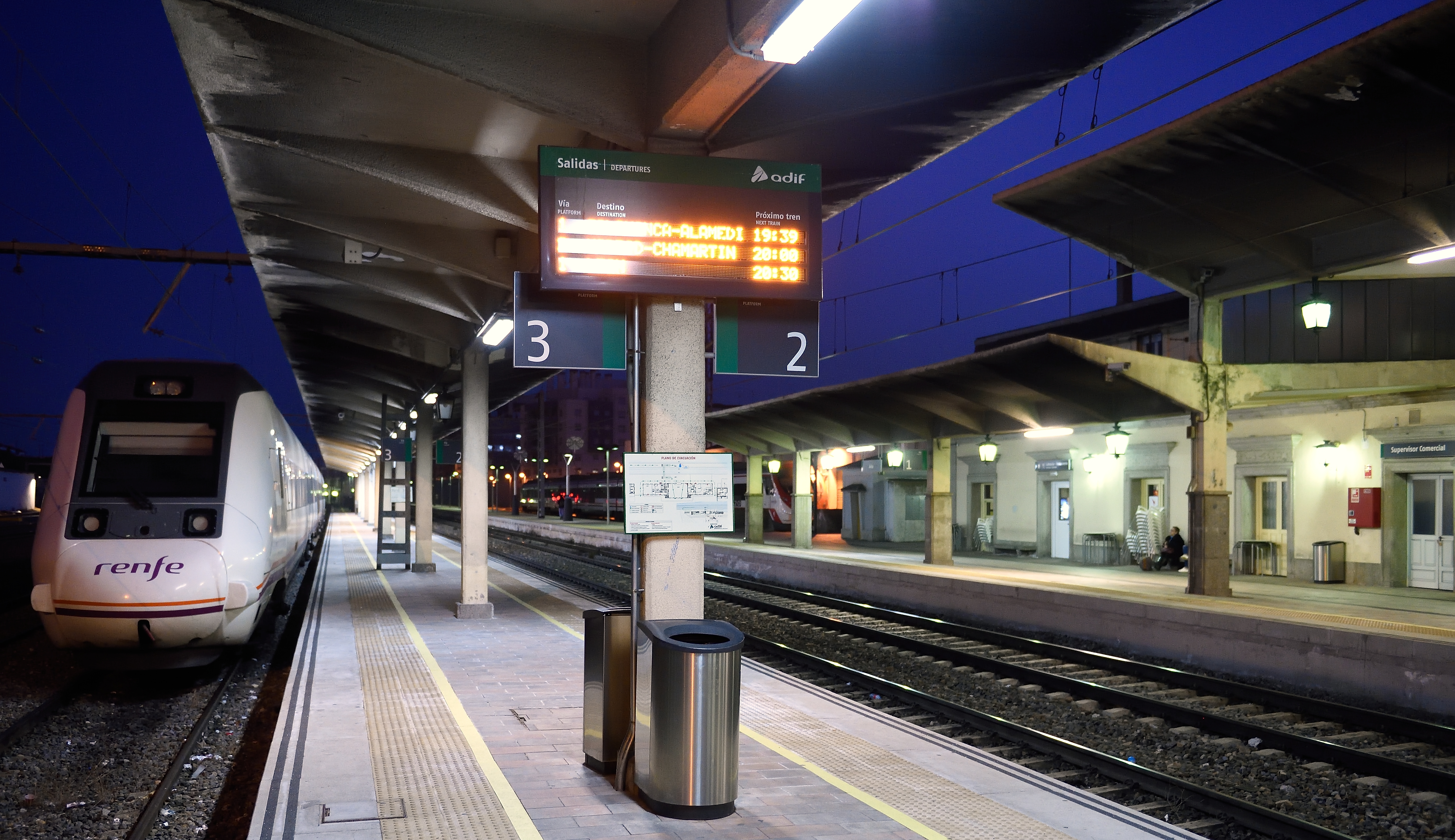
2・3番ホーム

島式ホーム2面4線と単式ホーム1面1線、更に単式ホームの南側が切り欠き式ホームになっており切り欠き部に2線有する、合計3面7線の地上駅。なお、プラットホームの間は地下道によって結ばれている。
切符売り場、トイレ、観光案内所、食堂が駅舎内に完備。屋外には駐車場、タクシー乗り場、市バスの停留所がある。
駅の北側には日産アビラ工場に通ずる線路がある。

## 利用状況
2018年には年間600,590人の利用者がいた。

## 駅周辺
駅舎側の駅前はアビラ市街地が広がっている。
- サン・アントニオ公園(Parque San Antonio)
- アビラバスターミナル(Estacion de autobuses de Ávila)
- 日産アビラ工場

## 隣の駅
レンフェ
トレンオテル
チャマルティン駅 - アビラ駅 - メディナ・デル・カンポ駅
インターシティ
エラドン＝ラ・カニャーダ駅 - アビラ駅 - アレバロ駅
メディア・ディスタンシア13
ビジャルバ駅 - アビラ駅 - カルデニョサ＝デ＝アビラ駅
メディア・ディスタンシア16
ビジャルバ駅 - アビラ駅 - アレバロ駅
メディア・ディスタンシア51
ギモルコンド駅 - アビラ駅